# Кишармоа
Кишармоа (фр. Cucharmoy) је насељено место у Француској у региону Париски регион, у департману Сена и Марна.
По подацима из 2011. године у општини је живело 237 становника, а густина насељености је износила 18,88 становника/km².

## Демографија
| 1962. | 1968. | 1975. | 1982. | 1990. | 2011. |
| ----- | ----- | ----- | ----- | ----- | ----- |
| 249   | 223   | 185   | 195   | 196   | 237   |